# Eero Järnefelt

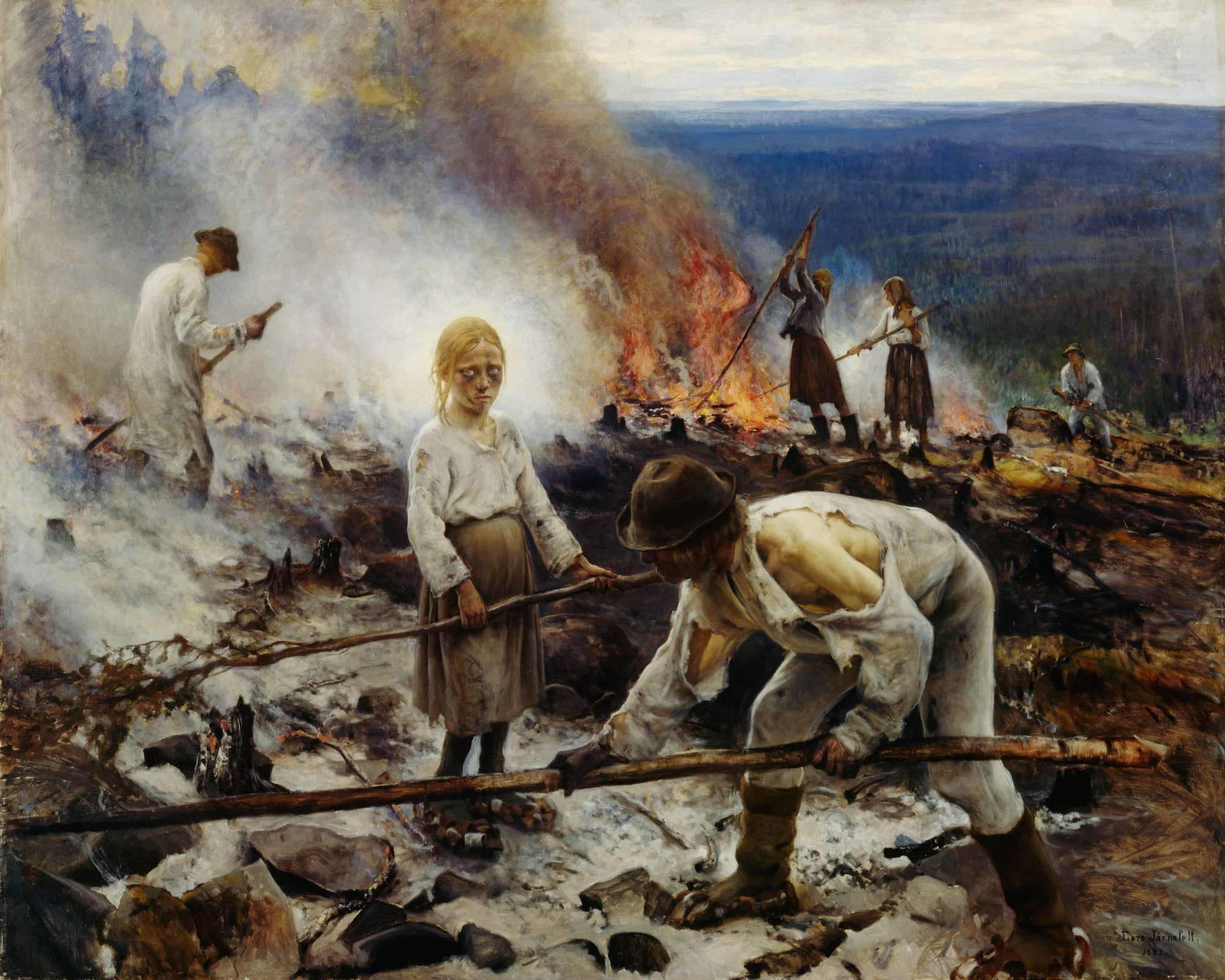
Trälar under penningen, 1893

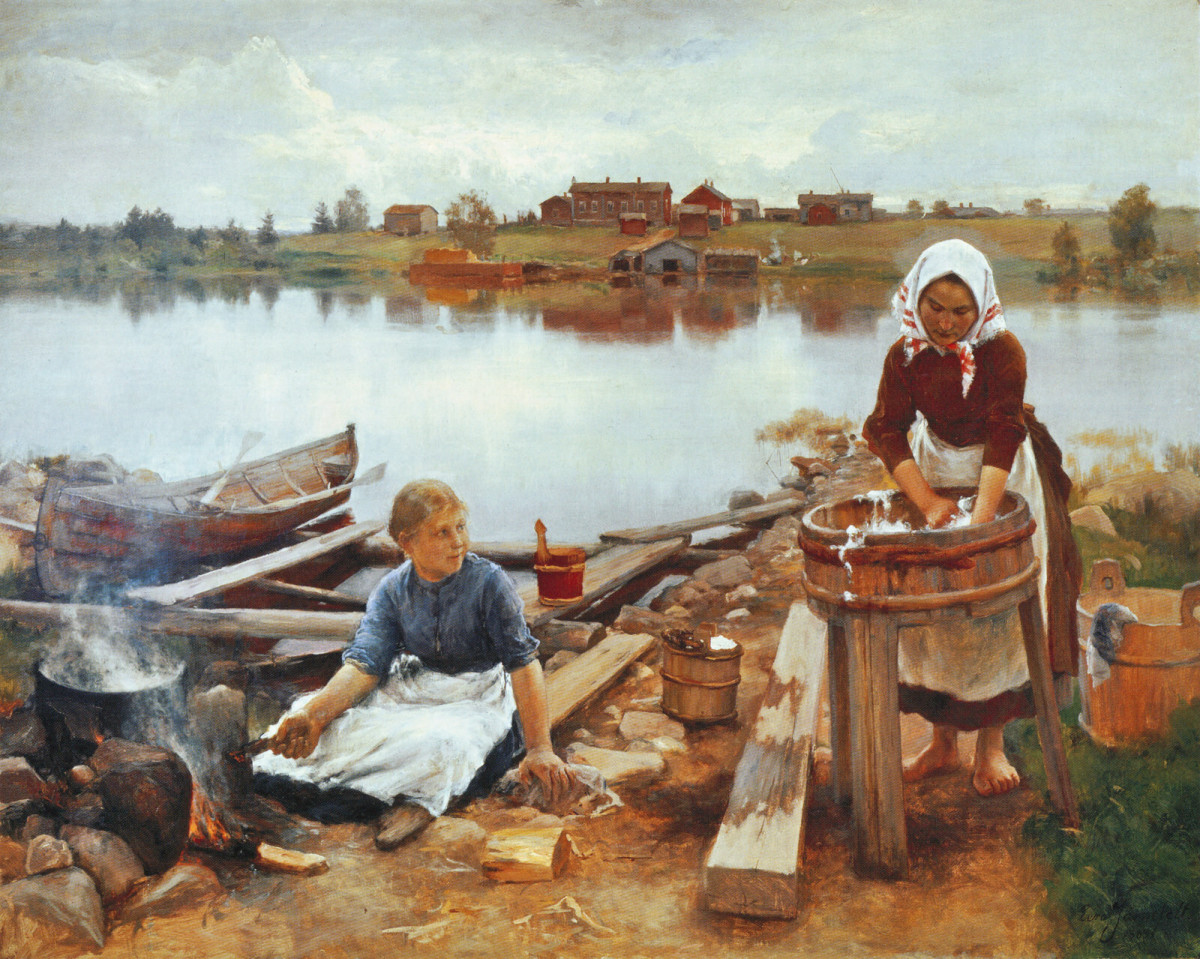
Tvätt, 1889

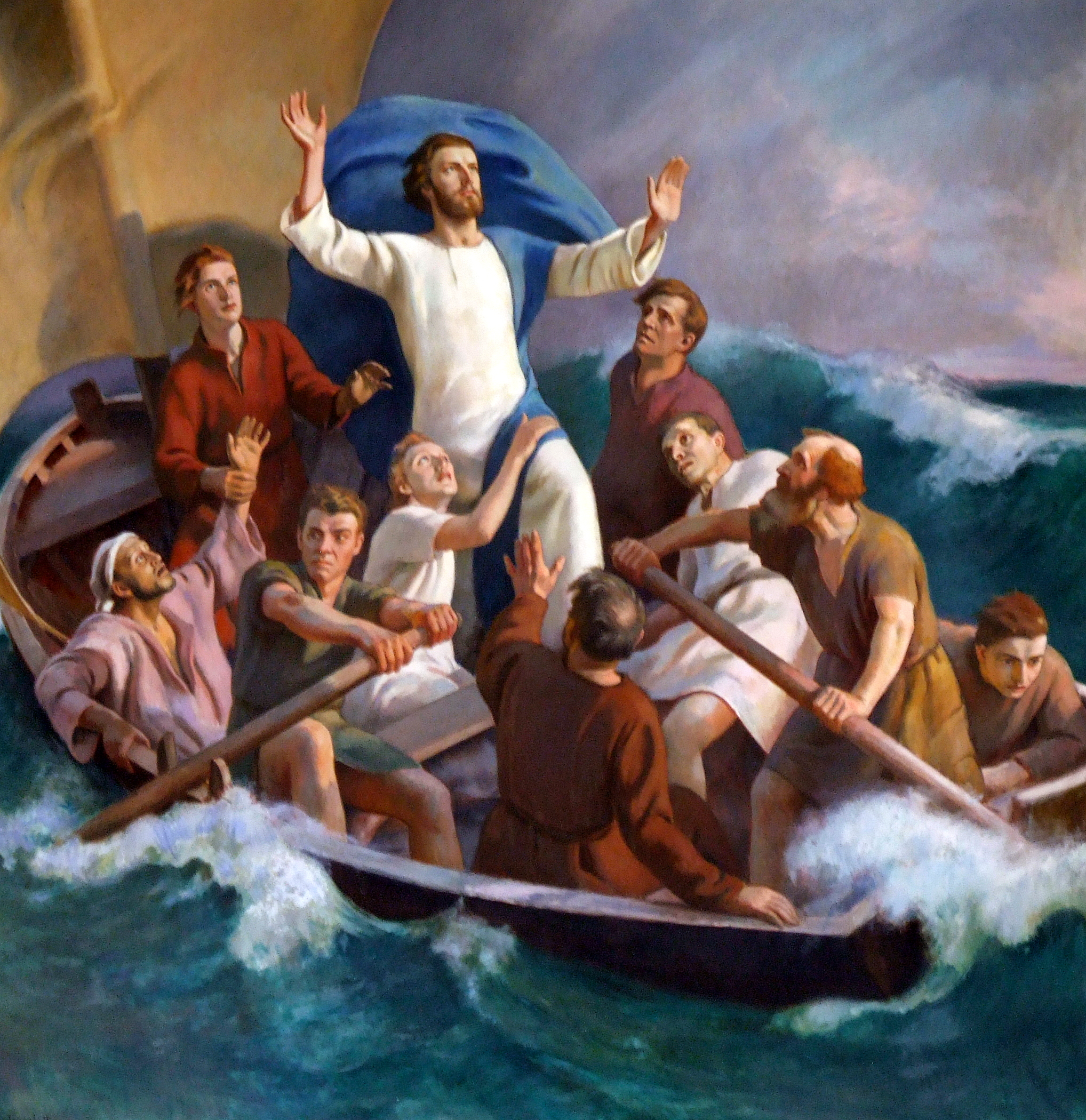
Altartavla i Brahestads kyrka, 1926

Erik (Eero) Nikolai Järnefelt, född 8 november 1863 i Viborg, död 15 november 1937 i Helsingfors, var en finländsk målare.
Eero Järnefelt var ett av nio barn till generallöjtnanten Alexander Järnefelt och Elisabeth Clodt von Jürgensburg. Han var bror till Kasper Järnefelt, Arvid Järnefelt, Armas Järnefelt och Aino Sibelius

## Biografi
Järnefelt studerade ett par perioder vid Finska Konstföreningens ritskola i Helsingfors 1874 och 1878 och vid konstakademin i Sankt Petersburg 1883–86, där bland andra Pavel Tsjistjakov och morbrodern Michail Clodt von Jürgensburg var hans lärare. Han studerade därefter i Paris 1886–88, 1889 och 1890–91. Först var han på Académie Julian för Tony Robert-Fleury och William Bouguereau och sedan på egen hand med inspirationskällor som Jules Bastien Lepage, Millet, Manet, Dagnan-Bouveret och Puvis de Chavannes. Senare på 1890-talet gjorde han också studieresor till Tyskland 1894–95 och till Italien 1894–95 samt 1897.
Järnefelt, vars solida tecknaregenskaper fått ett adekvat uttryck i hans mjukgrundsetsningar, var 1902–30 verksam som ritlärare vid Helsingfors universitet. År 1912 blev han professor, 1923 filosofie hedersdoktor. År 1931 blev han preses i Finlands konstakademi.
Järnefelt anslöt sig tidigt till det naturalistiska friluftsmåleriet i Frankrike men utvecklades sedan början av 1900-talet mot en koloristiskt rikare, mer dekorativ, fastän i grunden realistiskt uppfattad stil, i vilken seklets romantisk-nationella strömning i Finland fått ett av sina märkligaste, på en gång mest måttfulla och helgjutna uttryck.
Över Järnefelts landskapsmåleri vilar oftast en intim och dämpat svårmodig lyrik, medan hans realistiska folklivsskildringar från Finland, präglade av en lugn, satirbetonad humor, vittnar om samma skarpa iakttagelse och säkra karakteriseringsförmåga, samma djupa psykologiska förståelse och sakliga klarhet som kännetecknar hans porträttkonst. Denna mer objektiva och kritiska än temperamentsfulla och fantasirika läggning som gjort Järnefelt till en av Finlands mest betydande officiella porträttmålare framträder även i hans altartavlor samt i monumentalmålningarna Auroraförbundet (1916) och Florafesten (1920) till minnet av Floradagen 1848 i Helsingfors universitets aula.
Hans landskapsmålningar i gouache intar en förgrundsställning i hans senaste års produktion, beaktansvärda genom sin personliga friskhet och omedelbarhet i greppet och sin genomskinliga, lätta klarhet i färgen.
Han gifte sig 1889 med skådespelerskan Saimi Swan (1867–1944). Paret uppförde i början av 1900-talet villan Suviranta söder om Träskända vid Tusby träsk och ingick i Konstnärskolonin vid Tusby träsk. De bodde i Suviranta till 1917, och flyttade därefter till Helsingfors. Paret hade fem barn, däribland målaren Laura Kolehmainen Järnefelt (1904–85), som senare också bodde på Suviranta. Järnefelt är representerad vid Åbo Akademi.
Han var ledamot av Finlands konstakademi 1927–37 och i Konstakademien i Sverige från 1935. Järnefelts gravvård finns på Sandudds begravningsplats.

## Bildgalleri

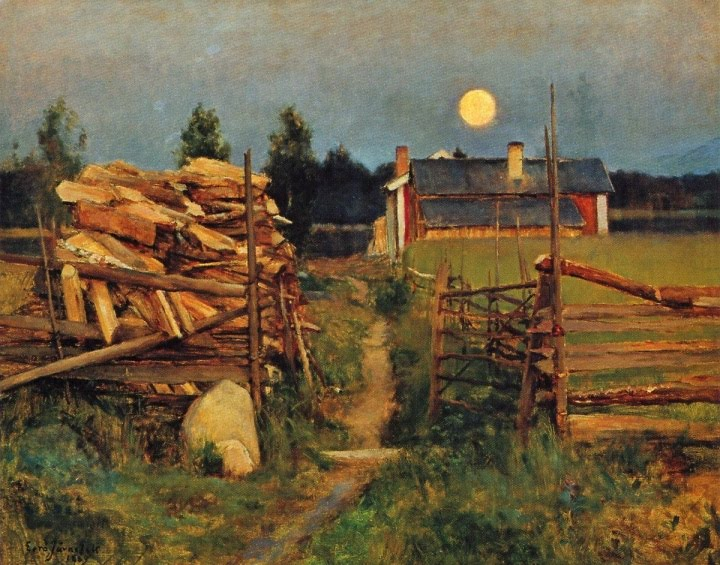
Sommarnattens måne, 1889
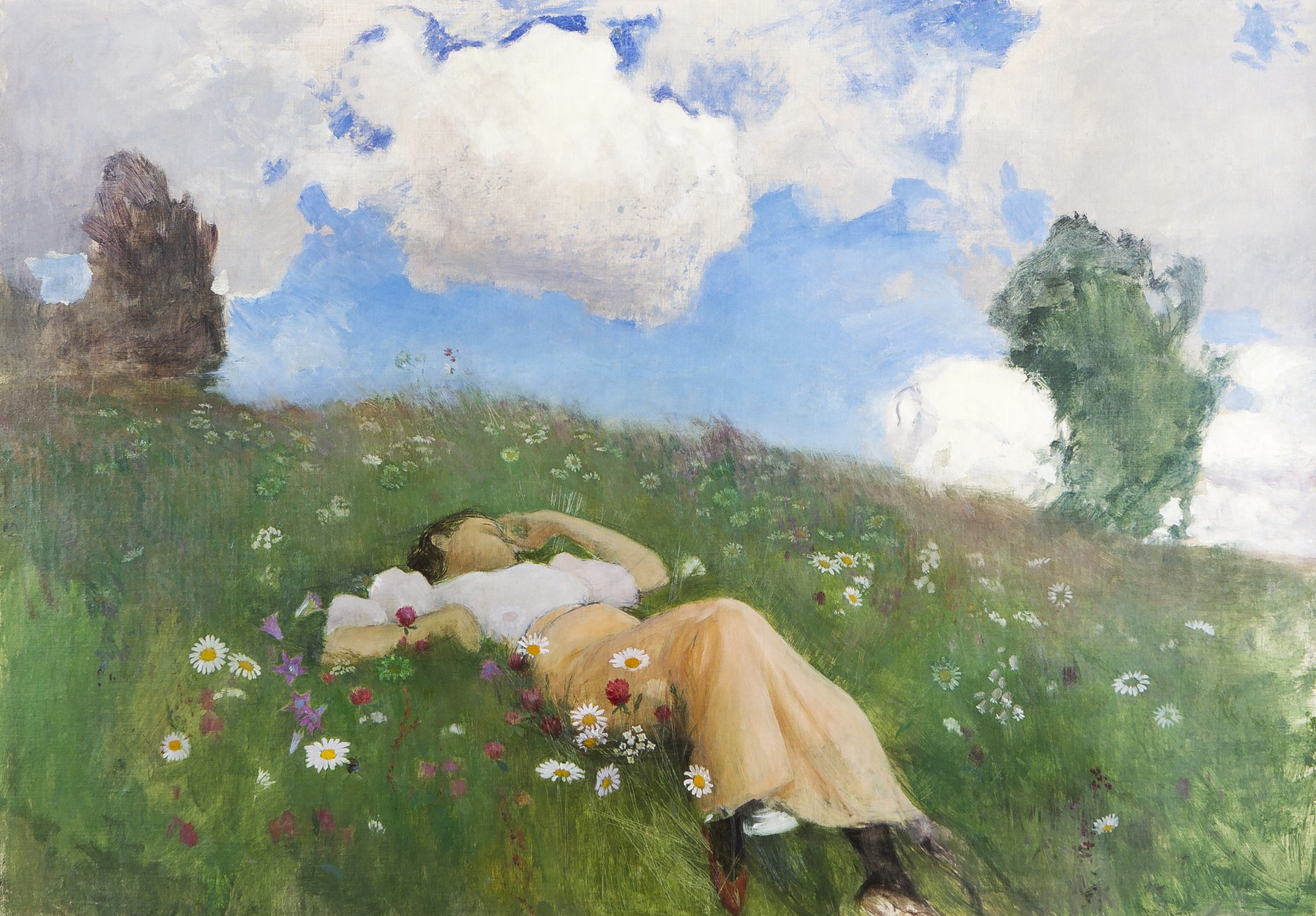
Saimi på ängen, 1892
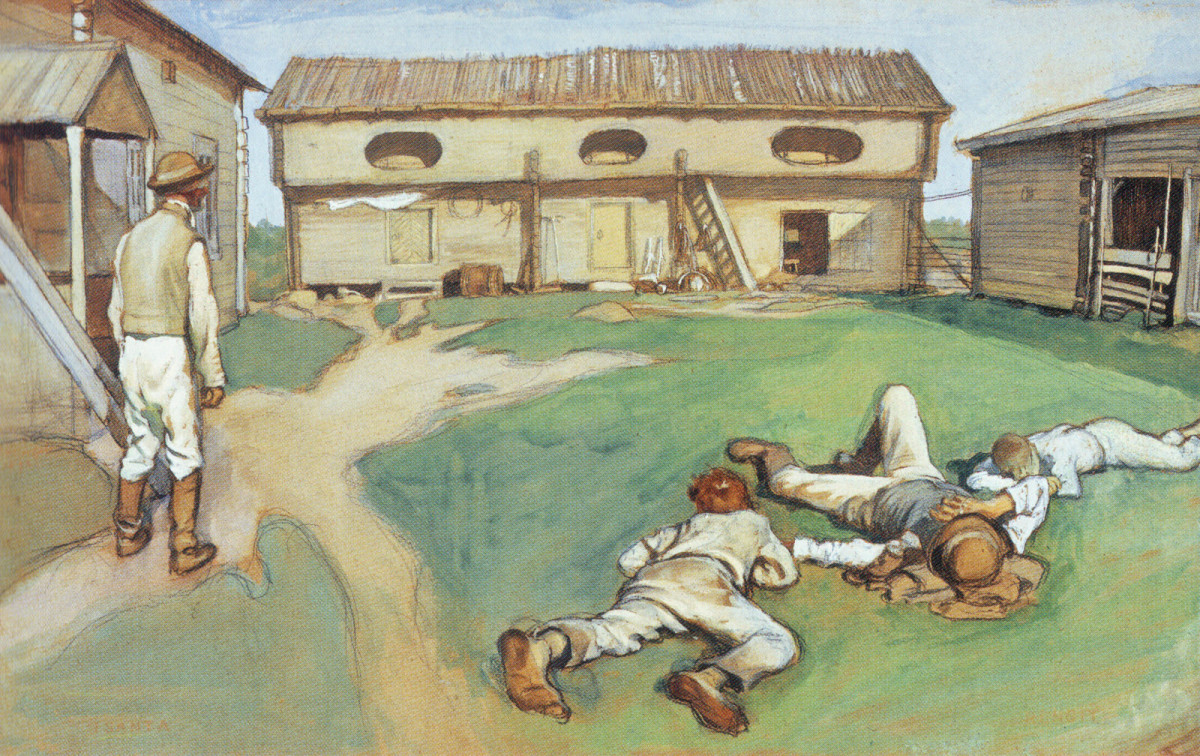
Bonden och drängarna, 1893
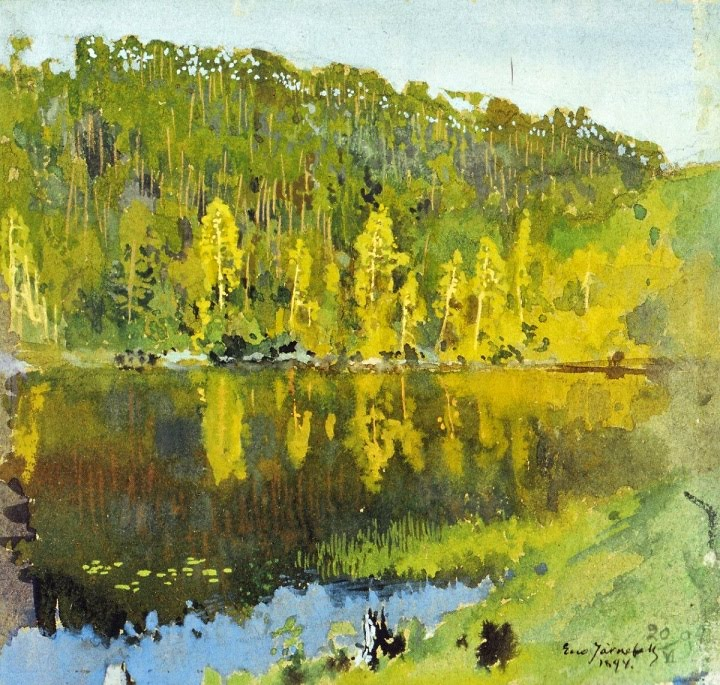
Skogstjärni, 1894
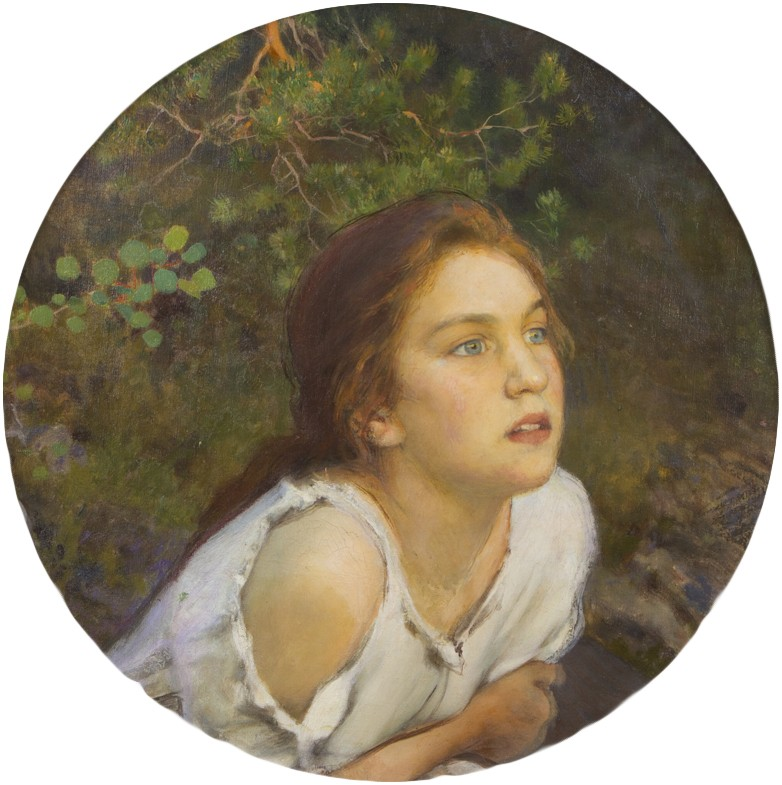
Flickan från Salo, 1894
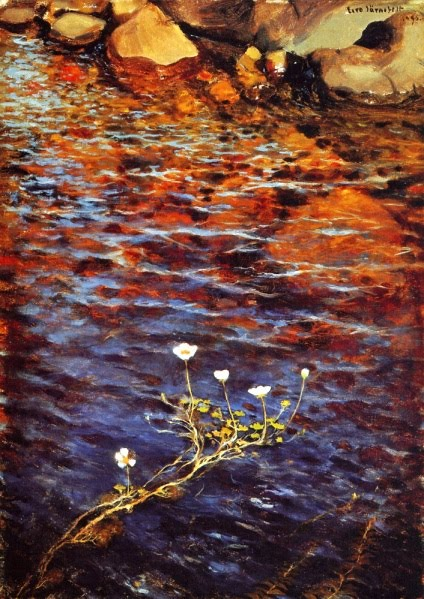
Skogsranunkel, 1895
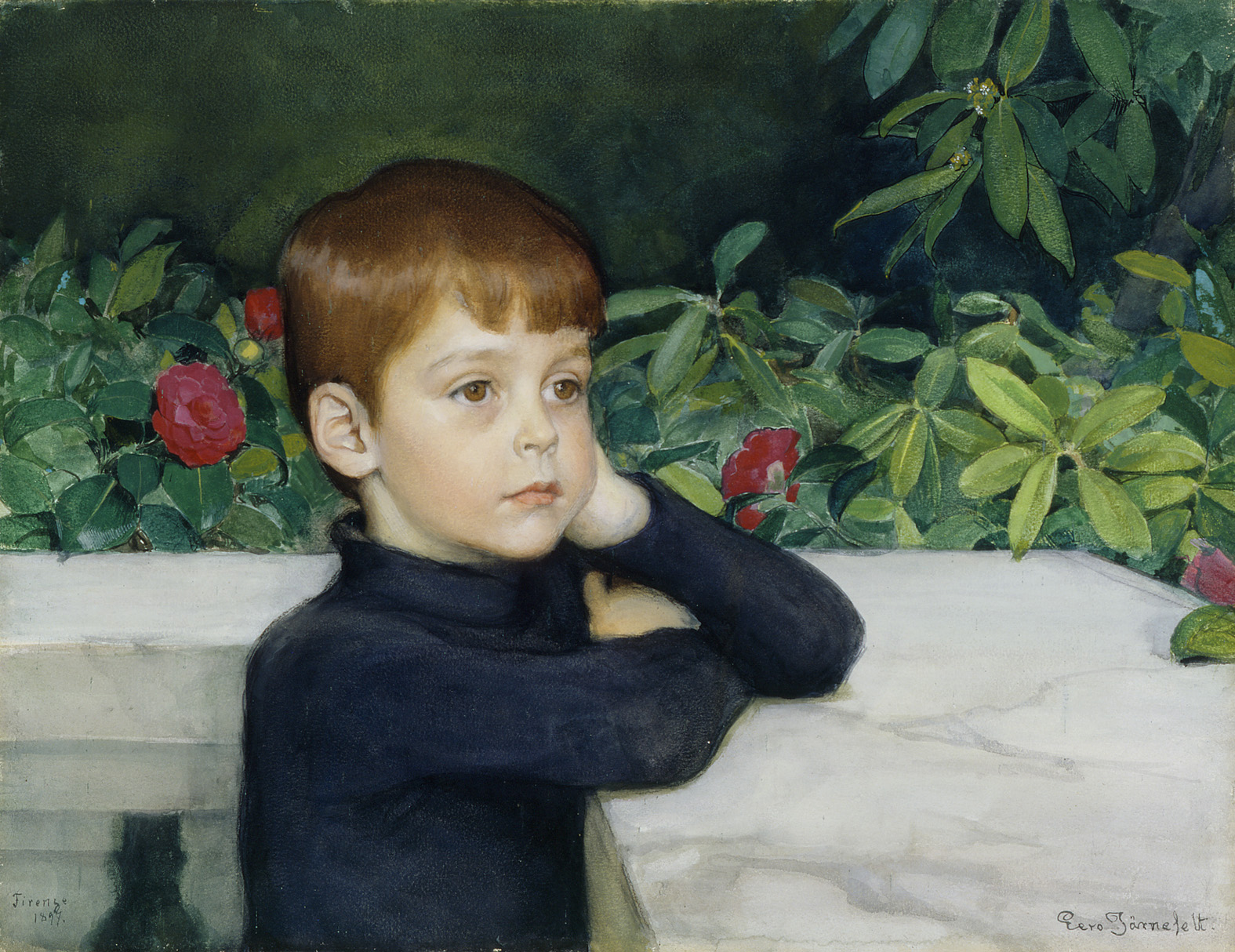
Porträtt av Järnefelts son, 1897
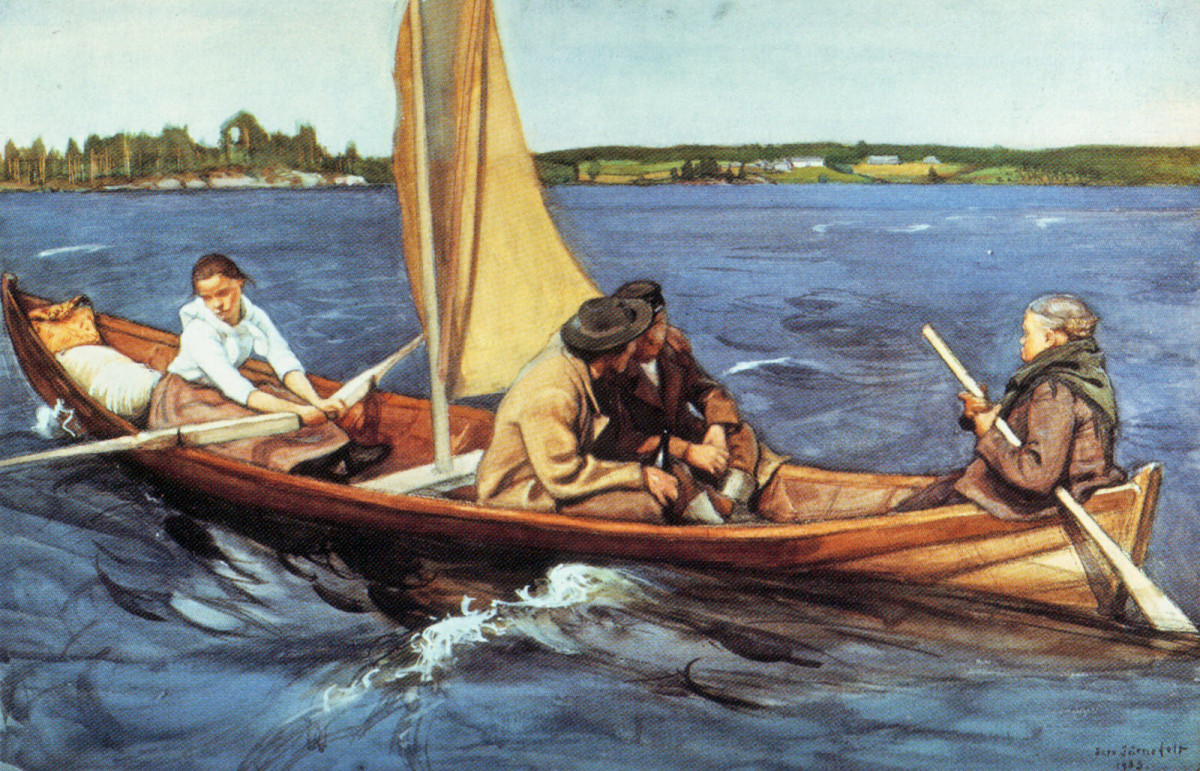
På hemväg, 1903
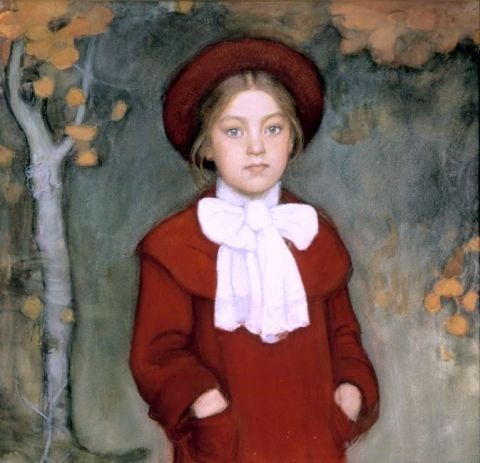
Leena, 1903
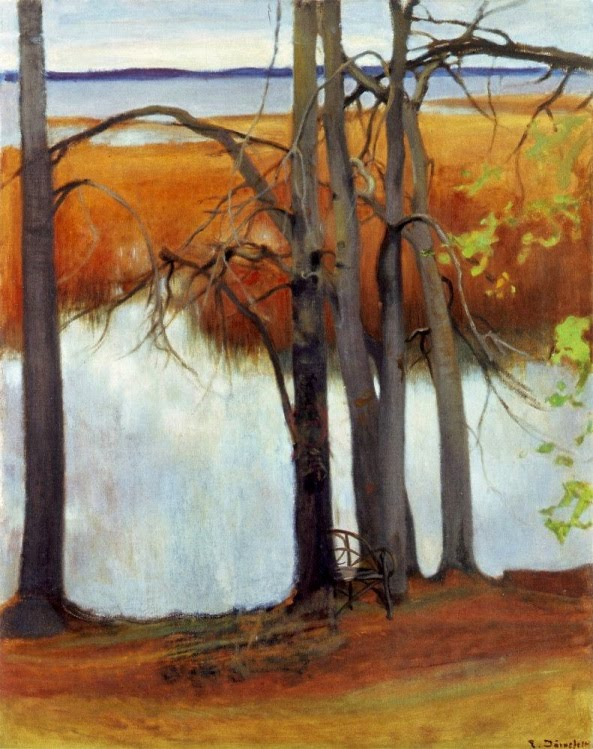
Vasstranden, 1905
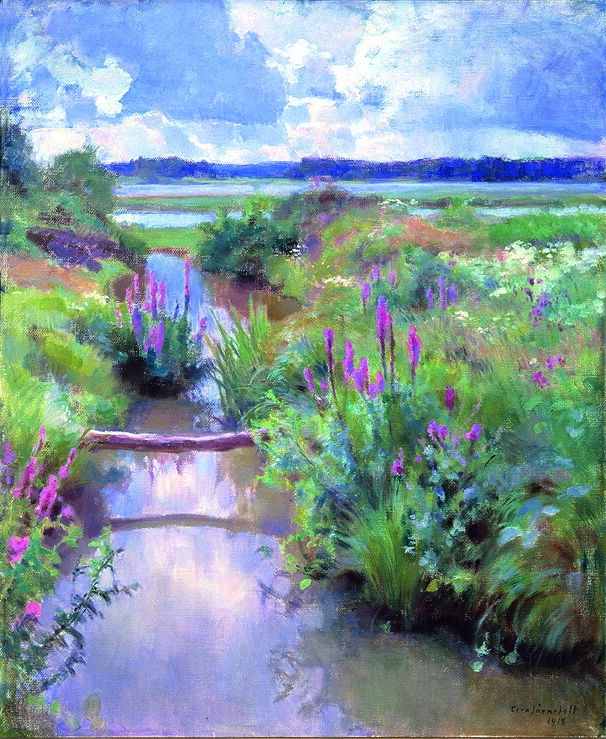
Blommande sommar, 1918.

## Utmärkelser
- Riddare av Hederslegionen,  1902[6]
- Riddare av Nordstjärneorden,  1915[6]
- Kommendörstecknet av Finlands Vita Ros’ orden,  1920[6]
- Riddare av Vasaorden,  1924[6]
- Storofficer av Italienska kronorden[6]

[Redigera Wikidata]